# Праздники Бразилии
Общенациональные праздники в Бразилии определены законами №662 (1949), №6802 (1980), №9093 (1995) и №10607 (2002). Штаты и муниципалитеты вправе устанавливать собственные праздники.

## Общенациональные праздники
| Дата       | Праздник                                   | Название по-португальски             | Описание                                                                     |
| 1 января   | День всеобщего содружества                 | Confraternização Universal           | Новый год                                                                    |
| 21 апреля  | День Тирадентиса                           | Tiradentes                           | Посвящён борцу за независимость Бразилии Тирадентису                         |
| 1 мая      | День труда                                 | Dia do Trabalho                      |                                                                              |
| 7 сентября | День независимости Бразилии                | Independência do Brasil              | Посвящён провозглашению независимости Бразилии от Португалии 7 сентября 1822 |
| 12 октября | День Богоматери Апаресидской               | Nossa Senhora da Conceição Aparecida | Праздник в честь покровительницы Бразилии                                    |
| 2 ноября   | День поминовения усопших                   | Finados                              | Католический день поминовения усопших                                        |
| 15 ноября  | День провозглашения бразильской республики | Proclamação da República Brasileira  | В честь создания бразильской республики 15 ноября 1889                       |
| 25 декабря | Рождество                                  | Natal                                |                                                                              |

По конституции дни выборов также считаются праздниками. Первый тур проходит в первую пятницу октября, второй тур — во вторую, выборы бывают каждые два года.